# Maximiliano Lemos
Pablo Maximiliano Lemos Merladett, noto semplicemente come Maximiliano Lemos (Rivera, 17 dicembre 1993), è un calciatore uruguaiano, centrocampista del Comerciantes.

## Caratteristiche tecniche
È un mediano.

## Carriera
Cresciuto nel settore giovanile del Defensor Sporting, nel 2014 è stato ceduto alla Juventud, con cui ha debuttato fra i professionisti disputando l'incontro di Primera División Profesional pareggiato 0-0 contro il Nacional.